# 鉱山鉄道
鉱山鉄道（こうざんてつどう）は、鉱山の鉱石搬出のために作られた鉄道である。日本国内では、鉱山保安法中の「金属鉱山等保安規則」または「石炭鉱山保安規則」に準拠するものが該当する。

## 概説
鉄道が最初に発明されたのは、鉱山においての搬出用として敷設されたものと言われている（鉄道の歴史の項を参照）。
鉱石は比重が極めて大きく、一度に大量の鉱石を消費地（工業地帯等）や、消費地への中間地点の港まで運ばなければならないため、鉄道が輸送手段として向いていると言われている。また、鉱山内部で、鉱石搬出に使われるトロッコも便宜上鉱山鉄道と言われることが多いが、法律上は鉄道事業法による鉄道や軌道法による軌道ではなく、鉱山施設内の移動設備扱いになる。
近年ではベルトコンベアの発達により、鉱山の規模によっては鉄道からベルトコンベアに置き換えられる事がある。また、ダンプカー等を使用した自動車輸送に置き換えられることもある。その他の鉱石輸送手段としては索道がある。

## 日本の鉱山鉄道
日本においては、かつて鉱石の搬出を目的とした鉄道が多数存在していたが、エネルギー革命による国内炭鉱・鉱山の衰退により、現在でも鉱石搬出を行っている鉄道はきわめて少なくなっている。石炭以外の鉱山でも、採算性等の問題から国内鉱山の閉山が相次いでいるほか、上述のとおりベルトコンベアへの置き換えも相次いでおり、鉱石搬出を現在でも行っている鉄道は少ない。
2020年現在では岩手開発鉄道日頃市線、赤崎線、西濃鉄道市橋線、電気化学工業青海工場専用線が現存している。また、秩父鉄道など旅客輸送も行っている事業者も存在する。
そのほか、鉄鉱石などにおいては、鉱山構内で使われるトロッコなどを使用した小規模な鉄道が国内数箇所で現存している。
以前は専用鉄道として敷設された鉱山鉄道も数多く存在した。現存するのは電気化学工業青海工場専用鉄道のみである。戦後、大規模な路線を持っていたものとしては以下の例がある。
- 雄別炭礦鉄道（東証一部）
- 明神電車
- 住友別子鉱山鉄道
- 日本セメント上磯鉄道
- 国見山石灰工業専用線
- 大分鉱業徳浦運搬線
- 大叶鉱山鉄道 - 東武大叶線大叶駅延伸
- 日鉄鉱業葛生鉱業所羽鶴専用鉄道 - 東武会沢線上白石駅分岐
- 住友セメント栃木工場専用線
- 日鉄鉱業赤谷鉱業所専用鉄道
- 太平洋セメント重安鉱業所専用側線
- 土佐石灰工業大平山鉱山専用線 - 土讃線斗賀野駅分岐
- 日本粘土鉱業岩手鉱業所専用線
- 紀州鉱山鉄道

## 日本国外の鉱山鉄道

西オーストラリア、ピルバラの鉄鉱山と鉱山鉄道網

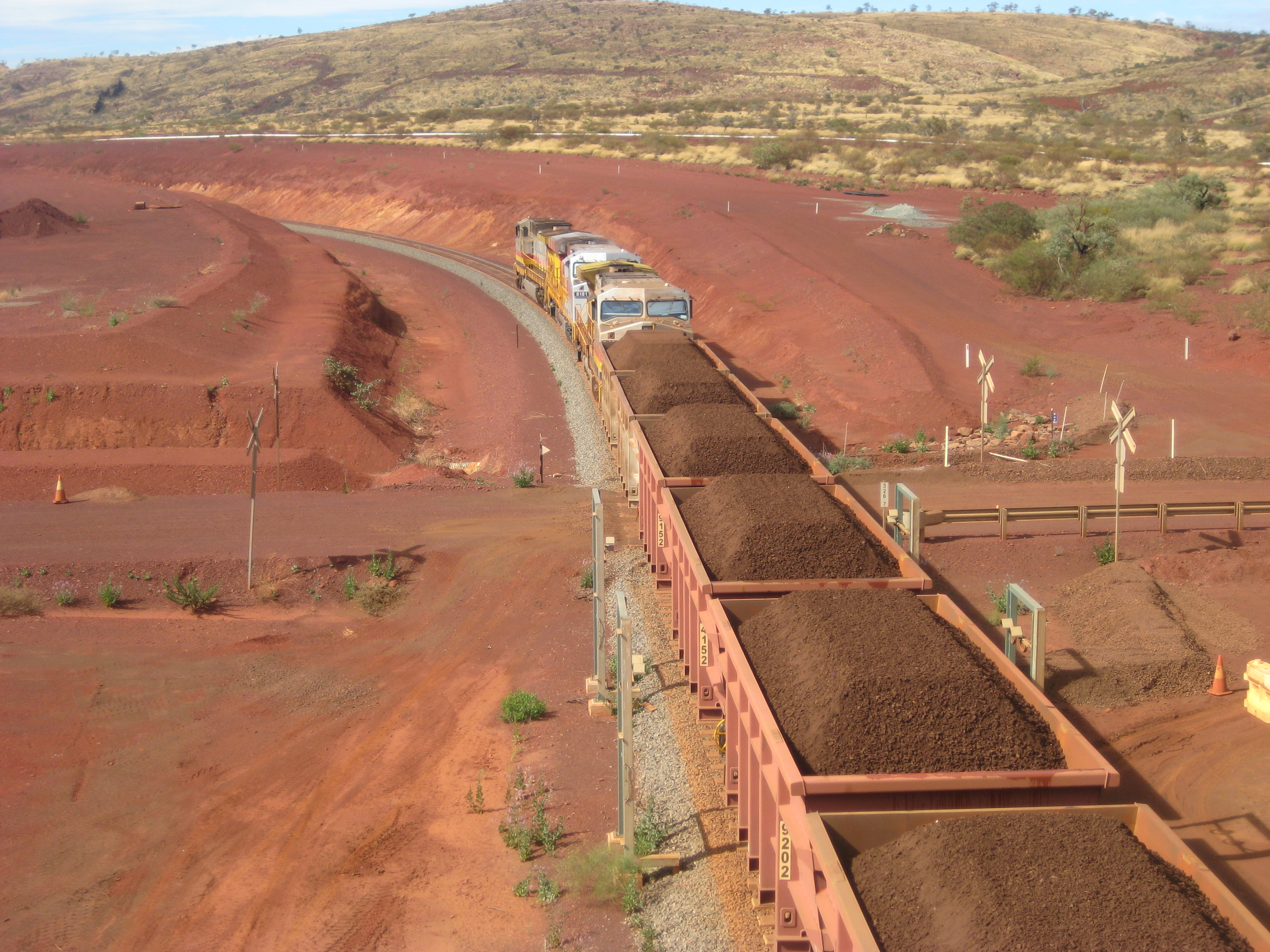
ピルバラ鉄道のひとつハマスレー・アンド・ローブリバー鉄道の鉄鉱石輸送列車の先頭部分。列車編成の長さは2km以上に及ぶ。

日本国外においては大規模な露天掘り鉱山や通常の鉱山が多数存在し、そこの鉱石搬出のための鉄道が多数存在している。
米国、カナダ、オーストラリア、中国、ノルウェー等
西オーストラリア北西部のピルバラ地方には良質で大規模な縞状鉄鉱床の分布を背景とした鉄鉱山が多数存在し、産出した鉄鉱石を積み出し港であるポートヘッドランドとダンピアまで運ぶピルバラ鉄道と呼ばれる鉱山鉄道網が存在している。

## 使用される機関車と貨車
機関車
重量物の大量輸送という目的があるため、通常の機関車だけでなく、鉱石輸送専用の高引張力機関車が使用される事も多い。
貨車
小規模な鉱山では通常の無蓋車や有蓋車が使用される事が多かったが、現在ではホッパ車など鉱石運搬専用の車両が製造されて使用される事が大半である。

## 鉱山鉄道が出てくる主な作品
- 天空の城ラピュタ
- ビッグサンダー・マウンテン（世界のディズニー・パークのアトラクション）
- 汽車のえほん・きかんしゃトーマス - こうざんてつどう・スカーローイ鉄道を参照。